# تیم کلینگر
تیم کلینگر (انگلیسی: Tim Klinger؛ زادهٔ ۲۲ سپتامبر ۱۹۸۴) دوچرخه‌سوار اهل آلمان است.